# رامال حسین‌اف
رامال حسین‌اف (ترکی آذربایجانی: Ramal Hüseynov؛ زادهٔ ۱۶ دسامبر ۱۹۸۴) بازیکن فوتبال اهل جمهوری آذربایجان است.
از باشگاه‌هایی که در آن بازی کرده‌است می‌توان به باشگاه فوتبال باکو، باشگاه فوتبال شفای باکو، باشگاه فوتبال استاندارد سومقاییت، باشگاه فوتبال توران توووز، باشگاه فوتبال قره‌باغ، باشگاه فوتبال کپز، باشگاه ورزشی کوکائلی اسپور، باشگاه فوتبال نفتچی باکو، باشگاه فوتبال شاه‌داغ قوسار، باشگاه فوتبال ارس-نخجوان، و باشگاه فوتبال قره‌داغ لوکباتان اشاره کرد.
وی همچنین در تیم ملی فوتبال جمهوری آذربایجان بازی کرده‌است.